# Lindmania
Genre
Classification phylogénétique
Lindmania est un genre de plantes de la famille des Bromeliaceae, originaire d'Amérique du Sud, principalement du Venezuela bien que l'on rencontre quelques-unes de ses espèces au Brésil et une au Guyana. Il porte le nom du botaniste suédois Carl Axel Magnus Lindman (1856-1928).

## Endémisme
La quasi-totalité des espèces du genre Lindmania sont endémiques du Venezuela, une l'est du Brésil (L. piresii) et trois autres se rencontrent dans deux pays : L. dendritica et L. maguirei à la fois au Venezuela et au Brésil et L. guianensis à la fois au Venezuela et au Guyana.

## Espèces
- Lindmania arachnoidea (L.B. Smith, Steyermark & Robinson) L.B. Smith
- Lindmania argentea L.B. Smith
- Lindmania atrorosea (L.B. Smith, Steyermark & Robinson) L.B. Smith
- Lindmania aurea L.B. Smith, Steyermark & Robinson
- Lindmania brachyphylla L.B. Smith
  - var. angustior (Smith, Steyermark & Robinson) L.B. Smith
- Lindmania candelabriformis B. Holst
- Lindmania cylindrostachya L.B. Smith
- Lindmania dendritica (L.B. Smith) L.B. Smith
- Lindmania dyckioides (L.B. Smith) L.B. Smith
- Lindmania geniculata L.B. Smith
  - var. minor (Smith, Steyermark & Robinson) L.B. Smith
- Lindmania gracillima (L.B. Smith) L.B. Smith
- Lindmania guianensis (Beer) Mez
  - var. vestita (L.B. Smith) L.B. Smith
- Lindmania holstii Steyermark & L.B. Smith
- Lindmania huberi L.B. Smith, Steyermark & Robinson
- Lindmania imitans L.B. Smith, Steyermark & Robinson
- Lindmania lateralis (L.B. Smith & R.W. Read) L.B. Smith & Robinson
- Lindmania longipes (L.B. Smith) L.B. Smith
- Lindmania maguirei (L.B. Smith) L.B. Smith
- Lindmania marahuacae (L.B. Smith, Steyermark & Robinson) L.B. Smith
- Lindmania minor L.B. Smith
- Lindmania navioides L.B. Smith
- Lindmania nubigena (L.B. Smith) L.B. Smith
- Lindmania oliva-estevae Steyermark & L.B. Smith ex B. Holst
- Lindmania paludosa L.B. Smith
- Lindmania phelpsiae L.B. Smith
- Lindmania piresii L.B. Smith, Steyermark & Robinson
- Lindmania riparia L.B. Smith, Steyermark & Robinson
- Lindmania savannensis (L.B. Smith) L.B. Smith
- Lindmania saxicola L.B. Smith, Steyermark & Robinson
- Lindmania serrulata L.B. Smith
  - var. reducta L.B. Smith
- Lindmania sessilis L.B. Smith, Steyermark & Robinson
- Lindmania smithiana (Steyermark & Luteyn) L.B. Smith
- Lindmania stenophylla L.B. Smith
- Lindmania steyermarkii L.B. Smith
- Lindmania subsimplex L.B. Smith
- Lindmania thyrsoidea L.B. Smith
- Lindmania tillandsioides L.B. Smith
- Lindmania wurdackii L.B. Smith